# Marie-Élisabeth de Saxe-Meiningen
 (janvier 2024).
Si vous disposez d'ouvrages ou d'articles de référence ou si vous connaissez des sites web de qualité traitant du thème abordé ici, merci de compléter l'article en donnant les références utiles à sa vérifiabilité et en les liant à la section « Notes et références ».
La princesse Marie-Élisabeth de Saxe-Meiningen est une musicienne et compositrice allemande, née à Potsdam le 23 septembre 1853 et morte à Obersendling, aujourd'hui un quartier de Munich, le 22 février 1923.

## Biographie
La princesse Marie-Élisabeth de Saxe-Meiningen est la fille du prince Georges de Saxe-Meinigen, futur duc Georges II de Saxe-Meiningen et de sa première épouse la princesse Charlotte de Prusse. Sa mère morte en couches, elle est élevée par la seconde épouse de son père, née princesse Théodora de Hohenlohe-Langenbourg.
Elle reçoit une éducation soignée et bénéficie de talents musicaux développés par Theodor Kirchner. Pianiste douée, elle compose des marches et plusieurs pièces musicales, dont la Danse du Flambeau (Fackeltanz) pour le mariage de son frère Bernard (1878), une romance pour clarinette, piano ou orchestre (1892), une fantaisie pour orchestre Aus der großen eisernen Zeit.
La romance en fa majeur, composée par la princesse, est influencée par Brahms, admiré et protégé de son père, le duc Georges II. Le thème en est repris par sa sonate pour clarinette, opus 120 et reprise par Richard Mühlfeld. La princesse est également proche de Richard Strauss, Franz Mannstädt (de), Hans von Bülow, Fritz Steinbach et de Bernhard Müller.
Elle réunit régulièrement des artistes dans sa villa Felicitas à Berchtesgaden et soutient financièrement de jeunes cantatrices.
La princesse est restée célibataire. Elle meurt en 1923 à 70 ans et est inhumée au cimetière du parc de Meiningen.